# 神
神（かみ）は、宗教信仰の対象として尊崇・畏怖されるもの。

## 語源
神の語源は不明である。日本においては長らく神道における神を指す言葉であった。万葉仮名では、神（かみ）を「迦微」、「柯微」、「可未」とも記していた。近世以降にキリスト教や西洋思想が伝来すると、古代ギリシア語: Θεός テオスまたは古代ギリシア語: Ζεύς ゼウス、ラテン語: deus, Deus デウス、ドイツ語: Gott, 英語: god, Godなどにあたる外来語の訳語としても用いられるようになった。これらの意味と日本語における「神」は厳密には意味が異なるとされる。詳細は下記を参照。また、英語において、多神教の神々は"God"ではなく、頭文字を小文字にして"god"、複数形：gods、もしくは"deity"、複数形：deitiesと区別する。

## 概説
百科事典類の記述を紹介すると、『ブリタニカ国際大百科事典』では「宗教信仰の対象。」と説明されている。そして、一般に絶対的、超越的な存在とされる、と指摘。また、原始信仰では人間を超えた力と考えられていて、高度な宗教では超越的な力を有する人格的存在とされることが一般的、としている。
『広辞苑』の第7版では6項目に分けて説明しており、一つ目は「人間を超越した威力を持つ、かくれた存在。人知ではかることのできない能力を持ち、人類に禍福を降すと考えられる威霊。」を挙げている。つづいていくつか日本の伝統での神を中心に説明しており、天皇の呼称のひとつとしての「神」にも触れ、6項目目に「キリスト教やイスラム教などの一神教で、宇宙と人類を創造して世界の運行を司る、全知全能の絶対者。」を挙げている。
『大辞泉』では、様々な概念に用いられる語彙、とし、「人知を超えた絶対的存在」（ユダヤ教・キリスト教・イスラム教など）、「アニミズム的発想で自然界の万物を擬人化（神格化）した存在」、「神社に祭られている生前優れた業績で名を馳せた人物や祖先」、「天皇への尊称」、「優れた能力を発揮する人物、非常にありがたい人やもの」とした。
どのような神を崇拝・信仰するかということによって、多神教、単一神教、一神教、等々の形が生まれる。
神に対する人間の態度は、一般に「信仰」や「信心」と呼ばれている。『ブリタニカ百科事典』によると、神学は信仰を理性的に理解しようとする試みである。そして、近年では合理性をこえた原初の信仰を復興させる動きもあるという。
漢字としての「神」には、「不可知な自然の力」「不思議な力」「目に見えぬ心の働き」「ずば抜けて優れたさま」「かみ」といった意味が含まれる。
「神」は古代ギリシア語の"Θεός" テオスや英語の"God"の訳語としても使われている。このように「神」の字で、「神」と訳されることになった、もともと日本語以外の言語で呼ばれていたものごとまで含みうるわけなので、その指し示す内容は多岐にわたっている。（なお、キリスト教における"Θεός"や"God"を、中国語や日本語に翻訳する際に、「神」という字をあてることの是非について19世紀から議論がある（後述）。ただしキリスト教化される以前の古代ギリシャ時代の"Θεός"にも、訳語として「神」は用いられている。）

## 漢字の「神」

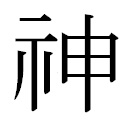
「神」の字の旧字体「神」。

### 字源
漢語の「神」という単語は、甲骨文字では仮借によって「申」という文字で表記されていた。後にこの文字に、区別のため意符「示」が加えられたことで、「神」の字の旧字体である「神」という文字が作られた。

### 初出
「神」の文字が初めて確認できるのは、西周早期に作られた青銅器「寧簋」の銘文（金文）である。

## 漢語「神」の初期の用例
春秋左氏伝‐荘公三十二年で「神」は、国の興亡の分かれ目に、君主の善悪を見極め禍福を下す、聡明正直で純一な者として記されている。

## 神の性質についての様々な考え方
世界的に見ると、神を信じている人は多く（アブラハムの宗教だけでも30億人を超える）、神に基づいて自身の生活様式を整えている人、"神とともに生きている"と形容できるような人は多い。
神がどのような存在であるかについての様々な考え方は、宗教や哲学などに見ることができる。以下にその主なものを挙げる。これらの考え方がそれぞれに両立可能なのか不可能なのかは個人の解釈にもより、一概には言えない。
- 創造主（ギリシア語ではデミウルゴス）、第一原因としての神。全ての物事の原因を辿って行ったときに、全ての原因となる最初の創造（創世）行為を行った者として、想定される神。
- アニミズム（汎霊説）における神。洞窟や岩石、山、水（泉、滝）など自然界の様々な物事（あるいは全ての物事）に固有の神。それらの物事に「宿っている」とされる。
- 守護神、恩恵を与える者としての神。神は信仰、犠牲、祈りなどに応じて現世や来世における恩恵を与えてくれる存在であるとする考え方。
- 人格神。神が人と同じような人格（や姿）を持つとする考え方。
- 現実世界そのものとしての神。この世界のありようがそのまま神のありようであるとする。例えばスピノザはこのような考え方を採った[要出典]ことで知られている。汎神論。

神の性質に関して、その唯一性を強調する場合 一神教、多元性を強調する場合 多神教、遍在性を強調する場合 汎神論が生まれるとされる。ただし汎神論はしばしば一神教、多神教の双方に内包される。また、古代から現在まで神話的世界観の中で、神は超越的であると同時に人間のような意思を持つものとして捉えられてきた。近代科学の発展と無神論者からの批判を受け、このような神理解を改めるべきという意見も現れている。
人知を超えた存在であると考えられることや、人間やその他の生物のように社会や自然の内に一個体として存在していることは観察できないことから、神の存在を疑う者も多い。現代科学においては想像上の概念を超えるものではなく、その物理的な実存については肯定されない。神の不在を信じる者は無神論者と呼ばれ、マルクス主義は無神論の立場に立つ。また、実存主義者の一部も無神論を主張する。
また神が存在するかどうかは知りえないことであると考える者は不可知論者と呼ばれる。

## 一神教の神

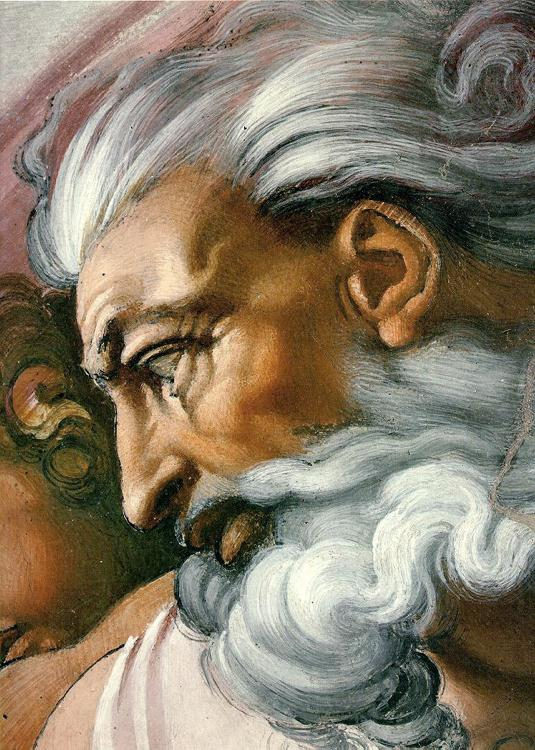
ミケランジェロの絵画「アダムの創造」の詳細。これは、アブラハムの宗教における神の一般的な描写である。

一神教の例としてユダヤ教、キリスト教、イスラム教がある（これらはアブラハムの宗教である）。
いずれも、旧約聖書を経典とし、同一の神を信じている。ユダヤ教においてはモーセの時代にそれ以前の宗教から新しい体系が作り上げられたとされる。ユダヤ教を元に、イエス・キリストの教えからキリスト教が誕生し、さらにムハンマドによってイスラム教が生じた。
これら3つの宗教は唯一神教ではあるが、神以外にも人間を超えた複数の知的存在があることを認めている。天使が代表例であり、人間以上だが神以下の存在である（ただしイスラム教では、後に創造されたものであるほど優れているという考えがあるため、天使は人間に仕える存在という側面もある）。天使はあるときは普通の人の形をして現われたり、人とは違う形をして現われたりする。しかし「神の働き」は神だけが行うことができ、その他の存在は「神にお願いすること、執り成しができる」だけである。聖母マリアも、厳密には崇拝対象ではなく「崇敬」の対象であり、少なくとも教義上では区別している。聖母マリアはお願いをイエス・キリストに伝えてくれる存在ではあるが、神と同等の存在ではない。
またキリスト教では、聖人が特定の地域、職種などを守護したり、特定のご利益をもたらすとするという信仰がある。ただし、キリスト教のなかでもカトリックなどは聖人崇敬を行っているが、プロテスタント諸教派のなかには聖人崇敬を行わない教派もある。また、聖人崇敬を行う教派であっても、崇拝する対象はあくまでも神であり、神ではない聖人は崇敬の対象であり崇拝の対象ではない。イスラム世界ではジンという人間と天使の間に位置する精霊が想定されている（『千夜一夜物語』（アラビアン・ナイト）に登場する魔法のランプのジンが有名）。
実際、一神教内部においても例えばインドのように多神教を信仰している人々と共存している地域だと、一神教の人々も場合に応じて多神教の聖地を崇拝したり神格のようなものを認知することがしばしば行なわれる。無論一神教と多神教が両立不可能かというのは個々人の解釈にもよる問題であり、成文化された教義と現実的な宗教行為に齟齬が生まれることも多く、宗教と社会の関係は動態的に捉えなければ単純な図式化に陥る可能性が有る。

### ユダヤ教の神
「トーラー」の第1巻「ベレシート（キリスト教翻訳では創世記）」第1章では、天地創造の6日目までに登場する神の名は男性名詞複数形のエロヒーム（אלהים）のみである。また、第2章に記された天地創造の7日目もエロヒームのみである。
しかし、第2章における天地創造の詳述では、アドナイ（主）と読み替えて音読される「יהוה」と、エロヒームが併記され、かれらは、草木とイーシュ（男）であるアダム（人）を創造して良し悪しの知識の木から取って食べてはならないと命じ、その後にアダム（人）からイシャー（女）を創造したことが記されている。
また、第三章では、イシャー（女）が蛇に促されて禁断の実を食べアダム（人）にも与えたので彼も食べたために、アドナイ（主）と読み替えて音読される「יהוה」とエロヒームは、蛇がイシャー（女）の子孫のかかとを砕きイシャー（女）の子孫から頭を砕かれるように呪い、イシャー（女）には、苦悩と分娩を増やしに増やし苦痛の中で男児たちを産みイーシュ（男）に支配されると言い渡し、アダム（人）にも、顔に汗して食べ物を得ようと苦しむと言い渡し、土を呪ったことが記されている。そして、アドナイ（主）と読み替えて音読される「יהוה」とエロヒームは、彼らの一人のようになったアダム（人）が命の木からも取って食べ永遠に生きないよう、アダム（人）をエデンの園から追い出し、また、命の木に至る道を守るために、エデンの園の東に回されている燃える剣とケルビムを置いたことが記されている。
「申命記・詩篇・箴言・知恵の書」などにおいて神を信じる人々のあるべき生き方が示され、サムエル記・列王記・マカバイ記・エステル記などにおいて神を信じた人々の生き方が示される。
なお、アドナイ（主）と読み替えて音読される「יהוה」をそのまま声に出して読まない訳は、「神の名」を唱えてはいけないと伝えられている。
ただし、アドナイ（主）と読み替えて音読される「יהוה」は、次の通り、イスラエルの祭司族であり書紀族でもあるレビ族の嗣業を指す。
- 口語訳聖書申命記10章9節‐そのためレビは兄弟たちと一緒には分け前がなく、嗣業もない。あなたの神、主が彼に言われたとおり、主みずからが彼の嗣業であった。
- 新共同訳聖書申命記10章9節‐それゆえレビ人には、兄弟たちと同じ嗣業の割り当てがない。あなたの神、主が言われたとおり、主御自身がその嗣業である。
- 欽定訳聖書申命記10章9節‐Wherefore Levi hath no part nor inheritance with his brethren; the LORD is his inheritance, according as the LORD thy God promised him.

日本の高等学校公民科の教科書や一般の出版物では、ユダヤ教の神を、ヘブライ文字で「ヨッド・ヘー（無声声門摩擦音）・ヴァヴ（軟口蓋接近音）・ヘー（無声声門摩擦音）」という子音で綴られた「יהוה」（エ・ハヴァー）のみとし、その発音をYah·wehのカタカナ読みとして「ヤハウェ」と明記している。しかし、ヘブライ語としての実際の発音は、子音で「ヘット（無声軟口蓋摩擦音）・ヴァヴ（軟口蓋接近音）・ヘー（無声声門摩擦音）」と綴るアダムの妻の名「חוה」（ハヴァー）に非常に近い。カタカナでその発音を表記するのは非常に難しく、「ה」と「ו」と「ח」は、日本語で表記すると「ハ」のヴァリエーションにも聞こえる。なお、このアダムの妻の名は、キリスト教口語訳聖書や新共同訳聖書でエバと表記されているが、日本ではイヴと表記されることも多い。

### キリスト教の神

#### 三位一体

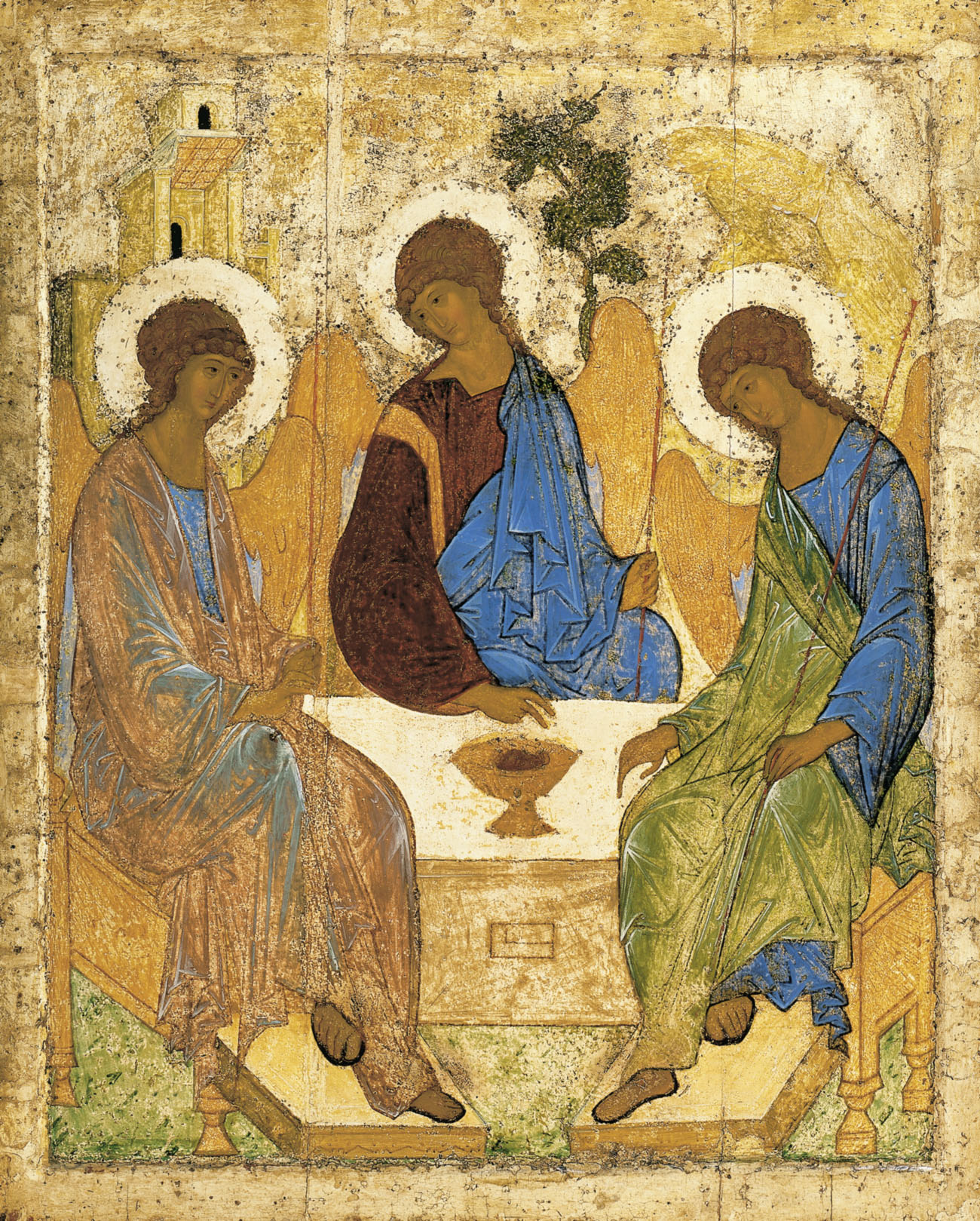
アンドレイ・ルブリョフによるイコン『至聖三者』。
正教会には旧約聖書においてアブラハムを3人の天使が訪れたことを三位一体の神の象徴的顕現として捉える伝統があるが、そのもてなしの食卓の情景を描いたイコンをもとに3人の天使のみが描かれたもの。

キリスト教のうちほとんど（カトリック教会・聖公会・プロテスタント・正教会・東方諸教会など）が「父と子と聖霊」を唯一の神（三位一体・至聖三者）として信仰する。
伝統的キリスト教の多数の教派においては、ナザレのイエスはキリスト（イエス・キリスト）であり、三位一体（至聖三者）の第二位格たる子なる神であり、完全な神でありかつ完全な人であると理解されている。
三位一体論の定式の確認の多くは、古代の公会議（正教会で全地公会議と呼ばれる一連の公会議）においてなされた。

#### キリスト教における訳語としての「神」
カトリック教会では、かつては「天主（てんしゅ）」の訳語が用いられており、大浦天主堂や浦上天主堂などの教会名にその名残を留める。また隠れキリシタンによる「ゴッド」の訳には「ゴクラク」「オタイセツ」などがあったという。
プロテスタントには「真神」という用語もあった。
漢字である「神」が、ヘブライ語: "אלהים"、古代ギリシア語: "Θεός"、英語: "God"の訳語に当てられたのは、近代日本でのキリスト教宣教に先行していた清におけるキリスト教宣教の先駆者である、ロバート・モリソンによる漢文聖書においてであった。しかしながら訳語としての「神」の妥当性については、ロバート・モリソン死後の1840年代から1850年代にかけて、清における宣教団の間でも議論が割れていた。この論争は中国宣教史上「Term question（用語論争）」と呼ばれる。この論争の発生には、アヘン戦争後に清国でのキリスト教宣教の機会が格段に増大し、多くの清国人のためにより良い漢文訳聖書が求められていた時代背景が存在していた。用語論争において最大の問題であったのは、大きく分けて「上帝」を推す派と「神」を推す派とが存在したことである。前者はウォルター・メドハーストなど多数派イギリス人宣教師が支持し、後者をE.C.ブリッジマンをはじめとするアメリカ人宣教師たちが支持した。
現代でもその妥当性については様々な評価があるが、和訳聖書の最も重要な底本と推定されるモリソン訳の流れを汲むブリッジマン、カルバートソン (M. S. Culbertson) による漢文訳聖書では「神」を採用していた。ほとんどの日本語訳聖書はこの流れを汲み、「神」が適訳であるかどうかをほぼ問題とせず、訳語として「神」を採用するものが今日に至るまで圧倒的多数となっている。ただし日本においても全く問題とされなかったわけではなく、1938年にはキリスト教神学者の前島潔が「神」という用語についての論文を書いている。

### イスラームの神
旧約聖書の創世記において、アブラハムの子であり異母兄弟であるイサクとイシュマエルがおり、このうちイサクがユダヤ一族の祖である旨の記述がある。イスラームの聖典であるアル＝クルアーン（コーラン）にはイシュマエルがアラブ人の祖であるとの記述がある。なお、イシュマエルとはヘブライ語での読み方であり、アラビア語ではイスマーイールとなる。
また、インジール（福音書）に描写されたイーサー（イエス）は神性を有する存在ではなく、ムハンマドやモーセなどのように神の預言者の一人であるとみなされている。
ちなみに、イスラーム信徒に広く使われているアラビア語の中の、神を意味する単語で「アッラーフ」または「アラー」「アッラー」（アラビア語: الله ラテン文字化: Allâh）がある。これは、普通名詞である場合と、固有名詞である場合がある。

### 福音書における神
キリスト教、ネストリウス派、イスラム教が教典とするヨハネによる福音書において、「言は神」である。
- 口語訳聖書ヨハネによる福音書1章1節‐初めに言があった。言は神と共にあった。言は神であった。
- 新共同訳聖書ヨハネによる福音書1章1節‐初めに言があった。言は神と共にあった。言は神であった。
- 欽定訳聖書ヨハネによる福音書1章1節‐In the beginning was the Word, and the Word was with God, and the Word was God.

また、このことをトーラーに引くと、主は祭司族として書記を務めたレビ族の嗣業であるゆえに、「主イエス・キリストは神であり、言であり、レビ族の嗣業」であることを意味する。

## 多神教の神
多神教の例として、アジアに広く存在している「仏教」、インドの「ヒンドゥー教」、中国の「道教」および日本の「神道」がある。
どちらも、別の宗教の神を排斥するより、神々の一柱として受け入れ、他の民族や宗教を自らの中にある程度取り込んできた。日本でも明治の神仏分離令によって分離される以前は、神道と仏教はしばしば神仏や社寺を共有し混じりあっていた。多神教においても、原初の神や中心的存在の神が体系内に存在することがある。そうした一柱の神だけが重要視されることで一神教の一種、単一神教とされることもあり、その区別は曖昧である。

### ヒンドゥー教
ヒンドゥー教の人間神は、自然神の生まれ変わりであったり、生前に偉大な仕事をなした人であったりする。
現在のヒンドゥー教は、次に挙げる三つの神を重要な中心的な神として扱っている。
シヴァは世界の終わりにやって来て世界を破壊して次の世界創造に備える役目をしている。
ヴィシュヌは、世界を三歩で歩くと言われる太陽神を起源としており、世界を維持する役目がある。多くのアヴァターラとして生まれ変わっており、数々の偉業をなした人々がヴィシュヌの生まれ変わりとしてヒンドゥー教の体系に組み込まれている。仏教の開祖ゴータマ・ブッダも、ヒンドゥー教の体系においてはヴィシュヌの生まれ変わりとされ、人々を惑わすために現われたとされる。
ブラフマー（梵天）は、世界の創造と、次の破壊の後の再創造を担当している。人間的な性格は弱く、宇宙の根本原理としての性格が強い。なお、自己の中心であるアートマンは、ブラフマーと同一（等価）であるとされる（梵我一如）。

### 道教
道教は漢民族の土着的・伝統的な宗教である。中心概念の道（タオ）とは宇宙と人生の根源的な不滅の真理を指す。道の字は「辶（しんにょう）」が「終わり」を、「首」が「始まり」を示し、道の字自体が太極にもある二元論的要素を表している。この道（タオ）と一体となる修行のために錬丹術を用いて、不老不死の霊薬、丹を錬り、仙人となることを究極の理想とする。それはひとつの道に成ろうとしている。
道教は多神信仰の宗教であり、「三清」を最高神とする。道教の信仰する神仙は大きく分けて「神」と「仙」の2種類である。「神」には天神、地祇、物霊、地府神霊、人体の神、人鬼の神などが含まれる;このうち天神、地祇、陰府神霊、人体の神のような「神」は、先天的に存在する真聖である。「仙」は仙真を指して、仙人と真人を含んで、後天的に修練を経て道を得て、神通力は広大で、変化は計り知れず、また不死の人である。
道教では、道は学ぶことはできるが教えることはできないと言われる。言葉で言い表すことのできる道は真の道ではないとされ、道士の書物や言葉は道を指し示すものに過ぎず、真の「恒常不変の道」は各自が自分自身で見出さなくてはならないとされている。
神仙となって長命を得ることは道を得る機会が増えることであり、奨励される。真理としての宇宙観には多様性があり、中国では儒・仏・道の三教が各々補完し合って共存しているとするのが道教の思想である。食生活においても何かを食することを禁ずる律はなく、さまざまな食物を得ることで均衡が取れ、長生きするとされる。
また、武術を通じて「気」を整え精神の安定を図る、瞑想によって「無為を成す」ことも道への接近に有効であるという。

### 神道

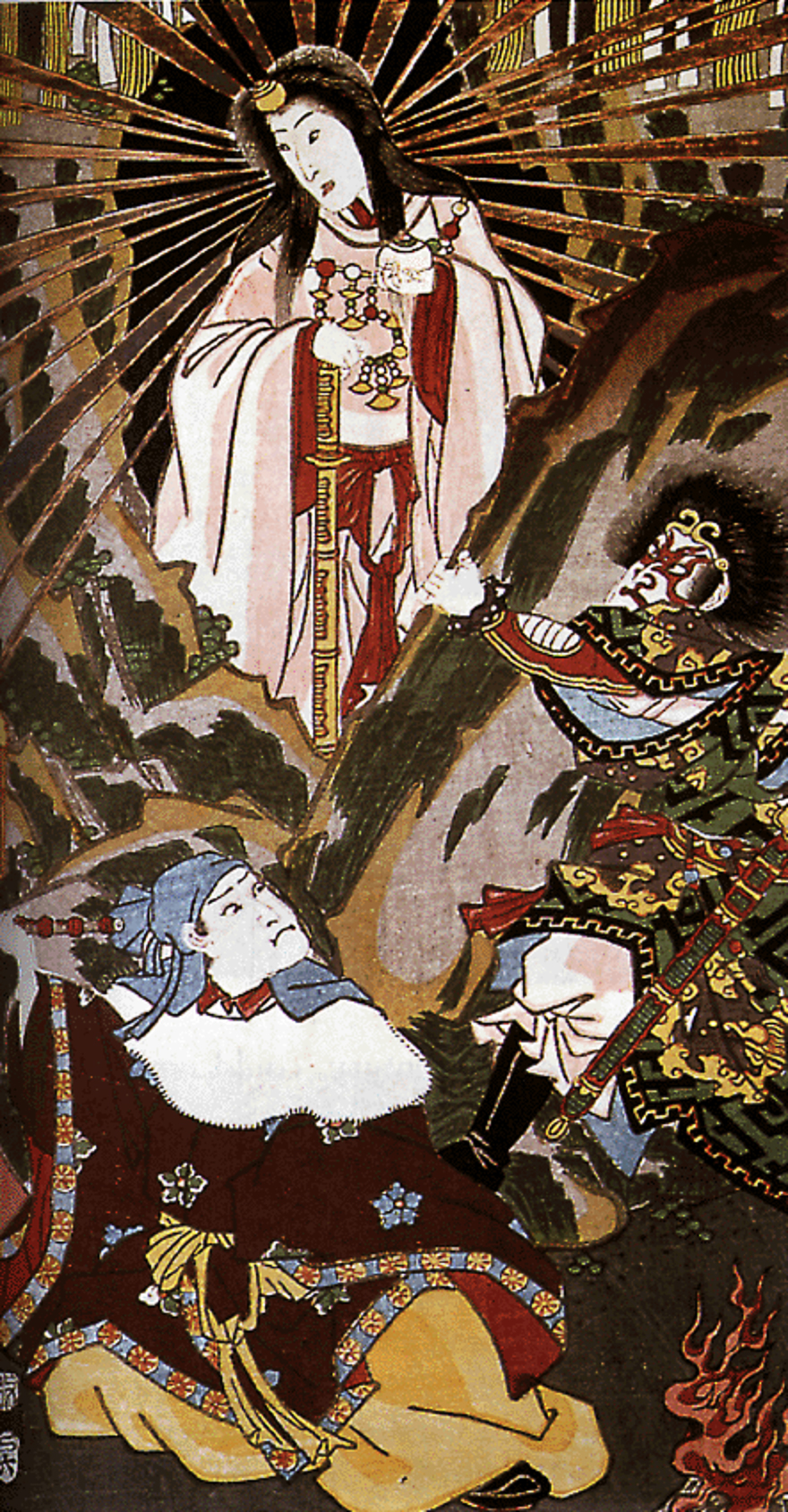
天照大御神

本居宣長は「尋常（よのつね）ならず人の及ばぬ徳（こと）のありて、畏（かしこ）きもの」と定義したが、神道においては、神の定義は一義的には定めにくい。教義と言えるようなものを持たず、歴史的経緯により、様々な異質な要素が混在した信仰であるからである。「八百万の神」と言われ「八百万(やおよろず)」は数が多いことの例えである。神道は古代律令国家によりその体系が整えられたが、道教中の陰陽道や仏教の影響を強く受け、明確な信仰体系を持たない時代が長く続いた。明治期に仏教の影響を排除する神仏分離が行われ、一神教を意識した体系として「国家神道」が再構成されている。これにより、神道における神は天照大神から「現人神」とされる天皇に至る流れを中心として位置づけられた。しかし、この改変は徹底したものではなく、土着的な要素も依然多く残った。第二次世界大戦後、神社神道は国家と分離され、それまで非宗教とされていた神道は宗教として位置づけなおされたが、現在もなお神仏習合・国家神道の名残はそれぞれ強く残り、依然として異質の要素が雑然と混在した信仰である。仏教の影響を受ける以前の神道を「古神道（原始神道）」と呼び区別する場合もある。しかし、明治以降の「国家神道」も、江戸時代に研究が進んだ「古神道」の考え方を多く取り入れて形成された側面がある。

### 仏教
仏教は、本来は神のような信仰対象を持たない宗教であった。原始仏教は煩悩から解放された涅槃の境地に至るための実践の道であり、超越的な存在を信仰するものではなかった。現在は神と同じ様に崇拝されている開祖のゴータマ・シッダルタも、神を崇拝することを自分の宗教に含めず、また自身を神として崇拝することも許さなかった。
時代が下るにつれ、ゴータマらの偉大な先人が、悟りを得たもの（仏）として尊敬を集め、崇拝されるようになり、仏教は多神教的な色彩を帯びていく。仏教にはヒンドゥー教の神が含まれ、中国の神も含まれ、日本に来ては神道と混ざりあった。仏教が様々な地域に浸透していく中で、現地の神々をあるいは仏の本地垂迹として、あるいは護法善神として取り込んだのである。したがって、仏教も一部の宗派では神を仏より下位にあって仏法を守護するものと位置づけ、ある面では仏自体も有神教の神とほぼ同じ機能を果たしている。
日本の神社で弁財天として祭られている神も、そもそもは仏教の護法神（天部の仏）として取り込まれたヒンドゥー教の女神サラスヴァティーであり、仏教とともに日本に伝わったものである。これはやがて日本の市杵島姫神と習合した（神仏習合、本地垂迹説）。

#### 仏教における神
仏教を考える場合、釈迦の教えとそれを継承していった教団のレベルと、土着信仰を取り込んだ民衆レベルとを混同しないで、それぞれについて議論する必要がある。
釈迦は、人間を超えた存在としての神に関しては不可知論の立場に立ち、ヴェーダーンタの宗教を否定・捨てた人であるという主張もある。一方で、釈迦は人間を超えた存在（非人格的）を認めており、ただ単にその理解の仕方がキリスト教やヒンドゥー教などの人格神とは異なるだけという意見もある。
浄土真宗の親鸞は、和讃において「弥陀の浄土に　帰しぬればすなわち諸仏に　帰するなり」と説いており、阿弥陀如来に帰依すれば、あらゆる神仏に帰依するものとしている。
現代日本では仏教はもっぱら霊魂の永遠不滅を前提とした葬式を扱う宗教と見られることが多いが、古代インドの部派仏教では死後も残る魂（アートマン）のようなものを否定する部派も存在し、現代日本においても無霊魂説を前提に仏教は無神論であると考える学者や僧侶は存在する。ここにおいても民衆の信仰の形とは大きな差異がある（釈迦は、自己の魂（アートマン）が死後も残るのかとの議論に対し、回答をしない（無記）という態度をとったが、この態度は、アートマンが残り輪廻するというヴェーダーンタの宗教を拒否しているとも受け取られた）。
古代インドの宗教的な文書（ヴェーダ）では、全ての神々は梵（ブラフマン）から発生したと見なされており、仏典の「梵天勧請」の説話には、釈迦が悟った後、「悟りは微妙であり、欲に縛られた俗人には理解できない。布教は無駄である。」として沈黙していたので、神（デーバ）の一人である梵天（ブラフマン）が心配してやって来て「俗人にもいろいろな人がいるので、悟った真理を布教するよう」に勧めて要請し、釈尊がそれを受け入れたという物語などが残っている。
一方、民衆レベルでは、仏もこの記事で扱うところの広い意味での「神」の一種であるといえる。日本では死亡を「成仏」と、死者を「仏」と呼称するに至る。この場合の仏とは、参拝し利益を祈願する対象であって、かつての原始仏教でそうであったような「教えを学び、悟る・覚醒する」という対象ではない。ただし、日本における仏は、キリスト教の訳語としての「神」が定着する以前からの存在であり、一般的な日本語において神と仏とは区別して用いられる（神像と仏像など）。

#### ブッダ（仏）と神
一般に、仏教では解脱には無用なので神の存在を扱わない。
なお大乗仏典の華厳経には、人間がこの世で経験するどのようなことも全て神のみ業であるとの考え方は、良いことも悪いことも全て神によるのみとなって、人々に希望や努力がなくなり世の中の進歩や改良が無くなってしまうので正しくないと説かれているが、これは神の存否について議論したものというわけではない。

## 学問や自然科学との関係
一神教を母体として生まれた自然科学
ヨーロッパ中世においては「神は二つの書物をお書きになった」、「神は、聖書という書物と、自然という書物をお書きになった」と考えられていた。よって自然を解明することはそのような被造物を創造した神の意図を知ることになり神の偉大さを讃えることにもなると考えられた。ヨハネス・ケプラーやアイザック・ニュートンなど宗教的情熱、神の意図を知るために自然を知ろうとし、結果として自然科学の発達に大きく貢献した、ということは指摘されている。自然科学が発達した地域が、ほかでもなくイスラム世界やキリスト教世界であったのは、上述のような自然観と神への信仰が原動力となった、ということは指摘されている。それをリン・ホワイトは「近代的な西欧科学はキリスト教の母体のなかで鋳造された」と表現した（「宗教と科学#キリスト教と近代科学」も参照）。
実際ヨーロッパでは神の存在について研究する神学は長きにわたって学問上の基礎科目であり、オックスフォード大学もケンブリッジ大学も、ハーバード大学も元は神学校である。 現代でも、科学者のおよそ半数が神や超越的な力を信じている、ということがアンケート調査で明らかになっている。
「神の死」
ヨーロッパの中世では広く神の存在が信じられ、神を疑う人は稀であった。神が、人々に人生の意味、生きる意味を与えてくれていた。だが、ルネ・デカルトは（当時としては非常に大胆なのだが）神を疑うような考え方を提示、代わりにego（エゴ）や（cogito）コギトを基礎に置くような思想を展開した（いわゆる「我思う、ゆえに我あり」と要約される思想。『方法序説』などで提示）、18世紀には哲学者・思想家によって唯物論など神を介しない哲学的な考え方も論じられるようになった。さらに19世紀に自然哲学が自然科学へと徐々に変化し大学で教えられる学問の体系が変化するにつれ、学問体系からは神や人生の意味とのつながりが次第に抜け落ちていった。そして、神を信ずる人の割合は中世などに比べじわじわと減ることになった。そうした一連の風潮を、19世紀にはニーチェが「神の死」・「神々の死」という言葉で指摘した。神（唯一神と神々）の死はニヒリズムをもたらしがちであるが、ニーチェは、神が思想から失われた時代になっても、神に代わって人々に生きる意味を与えてくれるような、ニヒリズムを乗り越えさせてくれるような思想を打ち立てようとした。20世紀前半、マックス・ウェーバーは、学問体系が「神」や「人生の意味」を失ってしまった状態でそれに取り組むことはどのようなことなのか、その厳しさ・残酷さを学生たちに理解させようとした（『職業としての学問』）。しかし神の定義は有神論、理神論、汎神論など様々あり曖昧である。

## 関連書籍
- 鹿嶋春平太 『神とゴッドはどう違うか』 新潮社〈新潮選書〉、1997年2月。ISBN 978-4-10-600512-1。